# 沪宁城际铁路
沪宁城际铁路，官方名称为沪宁高速线，通称沪宁城际高速铁路、沪宁城际、沪宁高铁、沪宁城铁，是中华人民共和国一条连接上海市与江苏省南京市的城际铁路客运专线，其中上海市境内32公里、江苏省境内268公里。2008年7月开工时称沪宁城际铁路，2010年7月1日通車后改为现名。沪宁城际铁路走向与京沪高速铁路沪宁段平行，且覆盖同一客运需求区域，但其线路标准低于京沪高速铁路。

## 历史

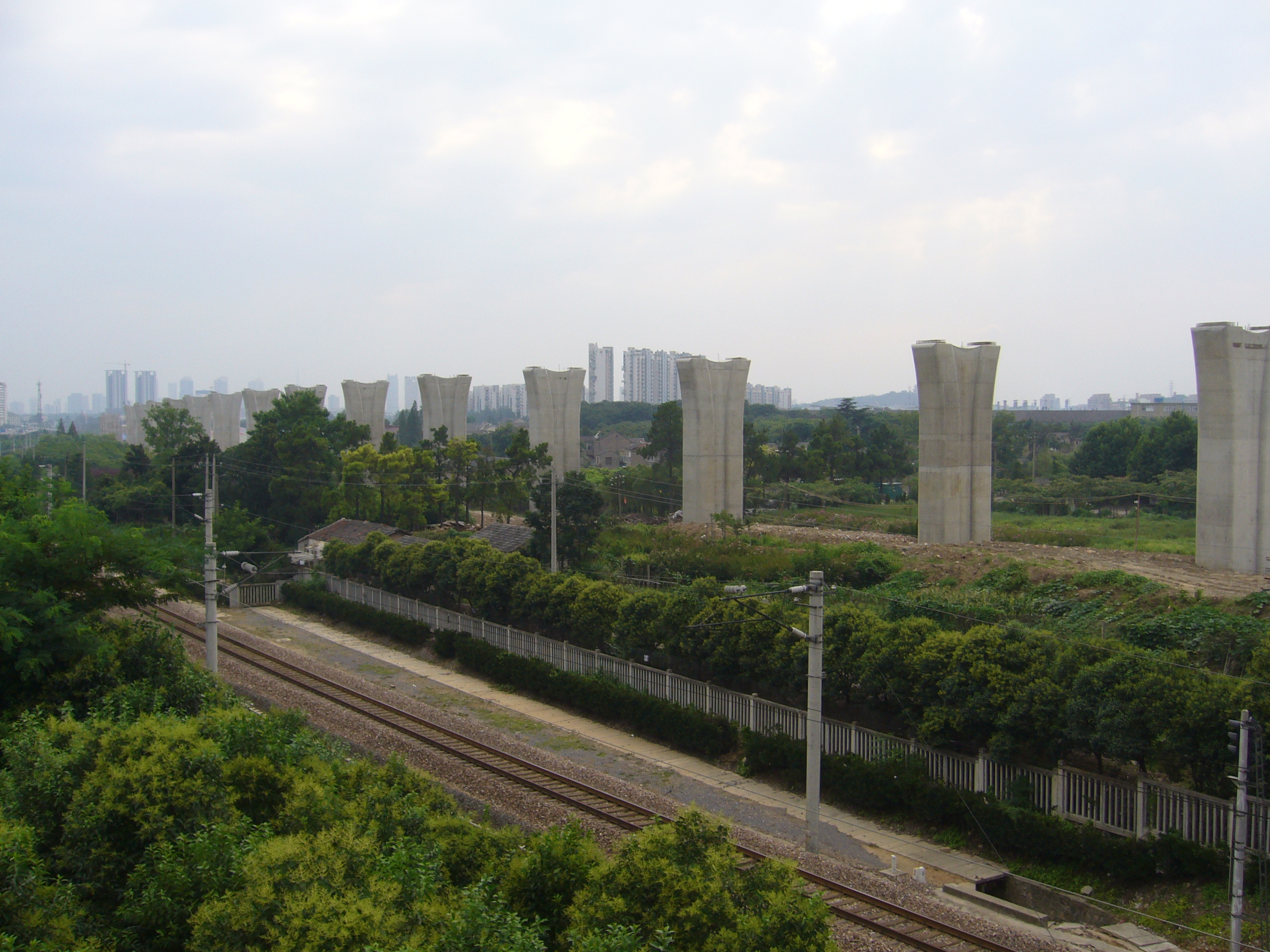
建设中的沪宁城际

### 背景
2010年的预测表示，长三角地区当年的总客流量将达到30.5亿人次，到2020年将达到55亿人次。同时，上海世博会将至，上海将面临数千万参观人次的交通压力。
沪宁既有线的旅客列车长期满员甚至超员，尤其是在春运、节假日客流高峰期间。同时，作为中国经济最发达的地区，长三角的货运需求也非常旺盛；然而，沪宁铁路线上的货物列车车次非常少，因为客运的需求要被优先满足。大批企业为满足货运的需求，不得不转向公路、水路等其他运输方式。然而，既有线的改造、扩能已经接近瓶颈，无法彻底解决日益增长的运输需求；于是，高速铁路在此区域的修建被提上了日程。

#### 沪宁短途列车沿革
自沪宁铁路通车以来，上海-南京间就一直运营着数个短途车次（有些车次会延长到附近的城市）。随着铁路条件的改善，上海-南京的用时逐渐缩短，最短用时2小时40分钟。
沪宁“城际列车”的概念最早于2002年出现。当年，既有沪宁铁路开行了一系列特快短途车次。铁路第六次大提速后，2007年4月18日，沪宁既有线上第一次开行了30对动车组列车。列车时速达到200公里以上，部分区段最高时速达到250公里，使上海至南京仅需1小时58分钟到达。
在沪宁城际铁路通车后，高速列车的时间优势，以及为既有线腾出运能的需求，使既有线动车逐渐停运，只保留节假日的车次。

### 规划与施工
2005年，沪宁高速铁路有关规划获中国国务院原则通过。按照规划，沪宁高速铁路将与沪杭客运专线、宁杭客运专线等形成沪宁杭快速交通圈。沪宁高速铁路于2008年6月28日开标，7月1日举行开工典礼，当时要求2009年12月全部完工。工程投资总额394.5亿元。
全线共设31个车站（不含跨线车站），其中10个车站为预留站。原设计时速250公里，运行大站直达（250公里/小时，80分钟）和站站停（160公里/小时，171分钟）两种列车。
沪宁城际铁路有170公里的区间紧挨着京沪既有线，最近处只有5.5米。同时，沪宁城际铁路与既有线还有立体交叉；包括京杭大运河特大桥在内的27座桥梁会跨越既有线，另外还有24处跨越高等级公路。长江三角洲冲积平原属于软土地基，易沉降，不利于铁路的修建。为解决上述问题，施工方制定了有关软土路基、邻近既有线管桩、CFG桩的施工技术方案和工艺方法。他们在沪宁高铁地质最柔软的53公里的线路上，密集打下各类桩基20万根，使地基变得坚实、平整。中铁电气化局在接触网施工中，首次采用了中国自主研发的高速铁路接触网腕臂、吊弦计算软件和27.5千伏空气开关柜等新设备、新技术。
施工期间，铁路曾发生多次重大变更：第一次为梁型的改变；第二次改为采用无砟轨道板，第三次于2008年11月11日，正线间距由4.6米调整为4.8米，设计时速提升至初期300公里、预留远期350公里；后又在2010年3月10日确定为350公里，以保证沪宁两地之间的通行效率。
施工现场最多时每天有6万多人、5000台套大型机具同步作业。

### 通车
2010年6月24日，上海铁路局公布了沪宁城际的运行图及票价方案，安排运营初期开行高速动车组92对/日，并逐步增加到120对/日。车票从2010年6月25日早8点起正式发售。
7月1日，沪宁城际铁路正式开通运营，首发列车为G5000次（上海→南京）和G5001（南京→上海），单程运行时间75分钟。时任上海市委书记俞正声、铁道部部长刘志军、江苏省委书记梁保华分别在典礼上致辞，共同为首发列车剪彩。
铁路经营方为“沪宁城际铁路股份有限公司”，由铁道部上海铁路局、江苏省及上海市政府共同组建。
开通初期正值世博会期间，客流主要为来上海观博的周边城市居民和到周边城市旅游的世博游客，有些游客还选择白天在上海看世博，晚上住周边城市，并利用沪宁城际往返。

## 车站
沪宁城际共设33个车站，其中首批建设21个车站，并预留9个车站（另有3个跨线车站）。自西向东分别为：南京南（跨线）、南京、紫金山东（跨线，无限期停用）、仙林、宝华山、下蜀（预留）、高资南（预留）、镇江、丹徒、丹阳、陵口（预留）、吕城（预留）、奔牛东（预留）、新闸东（预留）、常州、戚墅堰、横林（预留）、惠山、无锡、无锡新区、望亭东（预留）、苏州新区、苏州、苏州园区、唯亭西（预留）、阳澄湖、昆山南、花桥、安亭北、南翔北、上海虹桥（跨线）、上海西、上海。31个车站中有12个无配线车站（即僅有靠站台的上下行正线，無其他軌道配置）。
| 所在地区                       | 所在地区                                                       | 所在地区 | 车站       | 上海站起计里程 （公里） | 连接铁路                            | 城市轨道交通转乘路线                                                     | 规模                   | 备注                             |
| ------------------------------ | -------------------------------------------------------------- | -------- | ---------- | ----------------------- | ----------------------------------- | ------------------------------------------------------------------------ | ---------------------- | -------------------------------- |
| 上海市                         | 上海市                                                         | 静安区   | 上海站     | 0                       | 京沪铁路 沪昆铁路                   | █ 上海轨道交通1号线 █ 上海轨道交通3号线 █ 上海轨道交通4号线              | 7台15线                |                                  |
| 上海市                         | 上海市                                                         | 普陀区   | 上海西站   | 5                       | 京沪铁路 沪昆铁路                   | █ 上海轨道交通11号线 █ 上海轨道交通15号线 █ 上海轨道交通20号线（建设中） | 3台8线                 |                                  |
| 上海市                         | 上海市                                                         | 嘉定区   | 南翔北站   | 14                      |                                     |                                                                          | 2台4线                 |                                  |
| 上海市                         | 上海市                                                         | 嘉定区   | 安亭北站   | 29                      | 虹安铁路往上海虹桥站                |                                                                          | 2台4线                 | 高架车站                         |
| 江苏省                         | 苏州市                                                         | 昆山市   | 花桥站     | 40                      |                                     | 苏州地铁11号线（夏桥）                                                   | 2台4线                 | 高架车站 2020年4月10日起停办客运 |
| 江苏省                         | 苏州市                                                         | 昆山市   | 昆山南站   | 50                      | 京沪高速铁路                        |                                                                          | 4台12线                | 高架车站                         |
| 江苏省                         | 苏州市                                                         | 昆山市   | 阳澄湖站   | 59                      |                                     | 苏州地铁11号线（正仪）                                                   | 2台4线                 |                                  |
| 江苏省                         | 苏州市                                                         | 姑苏区   | 唯亭西站   |                         |                                     |                                                                          |                        | 预留车站                         |
| 江苏省                         | 苏州市                                                         | 姑苏区   | 苏州园区站 | 74                      |                                     | 苏州地铁3号线 苏州地铁8号线                                              | 近期2台4线 远期3台7线  |                                  |
| 江苏省                         | 苏州市                                                         | 姑苏区   | 苏州站     | 84                      | 京沪铁路                            | 苏州地铁2号线 苏州地铁4号线                                              | 7台16线                |                                  |
| 江苏省                         | 苏州市                                                         | 虎丘区   | 苏州新区站 | 94                      |                                     | 苏州地铁3号线 苏州地铁6号线                                              | 2台4线                 |                                  |
| 江苏省                         | 苏州市                                                         | 相城区   | 望亭东站   |                         |                                     |                                                                          |                        | 预留车站                         |
| 江苏省                         | 无锡市                                                         | 新吴区   | 无锡新区站 | 113                     |                                     | 无锡地铁3号线 无锡地铁4号线（建设中）                                    | 2台4线                 |                                  |
| 江苏省                         | 无锡市                                                         | 梁溪区   | 无锡站     | 126                     | 京沪铁路                            | 无锡地铁1号线 无锡地铁3号线                                              | 7台14线                |                                  |
| 江苏省                         | 无锡市                                                         | 惠山区   | 惠山站     | 140                     | 盐宜高速铁路（规划中）              |                                                                          | 近期2台4线 远期4台10线 | 高架车站                         |
| 江苏省                         | 常州市                                                         | 武进区   | 横林站     |                         |                                     |                                                                          |                        | 预留车站                         |
| 江苏省                         | 常州市                                                         | 武进区   | 戚墅堰站   | 154                     | 京沪铁路                            |                                                                          | 4台12线                |                                  |
| 江苏省                         | 常州市                                                         | 天宁区   | 常州站     | 165                     | 京沪铁路                            | 常州地铁1号线                                                            | 5台12线                |                                  |
| 江苏省                         | 常州市                                                         | 钟楼区   | 新闸东站   |                         |                                     |                                                                          |                        | 预留车站                         |
| 江苏省                         | 常州市                                                         | 新北区   | 奔牛东站   |                         |                                     |                                                                          |                        | 预留车站                         |
| 江苏省                         | 镇江市                                                         | 丹阳市   | 吕城站     |                         |                                     |                                                                          |                        | 预留车站                         |
| 江苏省                         | 镇江市                                                         | 丹阳市   | 陵口站     |                         |                                     |                                                                          |                        | 预留车站                         |
| 江苏省                         | 镇江市                                                         | 丹阳市   | 丹阳站     | 210                     | 京沪铁路                            |                                                                          | 4台11线                |                                  |
| 江苏省                         | 镇江市                                                         | 丹徒区   | 丹徒站     | 224                     | 镇宣铁路（规划中） 连镇客运专线     |                                                                          | 4台10线                |                                  |
| 江苏省                         | 镇江市                                                         | 京口区   | 镇江站     | 237                     | 京沪铁路 连镇客运专线               |                                                                          | 5台11线                |                                  |
| 江苏省                         | 镇江市                                                         | 丹徒区   | 高资南站   |                         |                                     |                                                                          |                        | 预留车站                         |
| 江苏省                         | 镇江市                                                         | 句容市   | 下蜀站     |                         |                                     |                                                                          |                        | 预留车站                         |
| 江苏省                         | 镇江市                                                         | 句容市   | 宝华山站   | 274                     |                                     |                                                                          | 2台4线                 | 2020年4月10日起停办客运          |
| 江苏省                         | 南京市                                                         | 栖霞区   | 仙林站     | 288                     | 仙宁铁路 （联络南京南站）           |                                                                          | 2台4线                 |                                  |
| 江苏省                         | 南京市                                                         | 玄武区   | 南京站     | 301                     | 京沪铁路 宁启铁路 宁西铁路 宁铜铁路 | 南京地铁1号线 南京地铁3号线 南京地铁9号线（建设中）                      | 8台16线                |                                  |
| 江苏省                         | 注：带有删除线的车站为实际运行中没有客运列车停靠或未建设的车站 |          |            |                         |                                     |                                                                          |                        |                                  |
| 1. 2. 3. 4. 5. 6. 7. 8. 9. 10. |                                                                |          |            |                         |                                     |                                                                          |                        |                                  |

## 运营
2011年沪宁城际公司营业收入35.65亿元，实现利润总额5.09亿元，税后净利润为3.8亿元，旅客发送人数约6000万人，日均客流约18万人。目前该条线路盈利状况良好，部分热门站点已经无法到站即走而需要提前订票，甚至出现无座票也售罄的情况。
2019年，本线部分列车实现电子客票扫码乘车。
2020年7月28日起，乘坐本线列车可使用铁路e卡通扫码乘车，无需提前购票。

### 车次
目前沪宁高速动车组的运行模式始于2013年7月1日调图，本线列车主要分为两种：一种是整点（或接近于整点）于上海站和南京站发车的大站停列车，中途仅停靠常州站、无锡站和苏州站，车次号段为G7001至G7030，全程运行时间99分钟；其次是在每个小时中紧凑发车的普通停站列车，中途停靠6、7个车站，全程运行时间2小时左右。
宁安客运专线、连镇客运专线等线路相继投运，且与本线通过联络线或站内渡线连接，本线因此开始经行前往更多江浙沪皖乃至全国范围目的地的列车，承担更多跨线跨局客流，并对京沪高速铁路起到一定分流作用，缓解其运输压力。一些中间站点成为部分长途车次的起讫站，如：G2588（无锡-北京南），D1668/9（苏州-太原南）。

### 事故
2011年3月13日下午17时，一趟下行列车在花桥站附近发生故障，导致下行6趟列车出现约1小时的延误。
2018年5月23日下午1时，沪宁高铁惠山至无锡区间因一块蔬菜大棚的遮阳布被大风吹起，缠绕在接触网上，导致区间线路停电，影响列车运行，多班列车出现晚点。事故发生后，无锡站启动紧急预案，对涉事区段进行抢修。下午3时20分左右，接触网异物处置完毕，线路恢复运行。
2021年4月4日15时39分，沪宁高铁苏州园区至阳澄湖区间，因风筝缠绕接触网引发设备故障，导致部分列车晚点。故障于16时48分处理完毕。
2023年2月13日10时许，D952次列车运行至沪宁高铁宝华山至仙林站间突发故障，影响沪宁高铁上行部分列车不同程度晚点，多趟列车停运，停运列车包括G7012、G7015、G7009、G7014次等。截至2月13日17:30，沪宁高铁已恢复通车三个半小时，但线路上仍有多趟列车晚点。

## 影响
在通车典礼上，三位官员都认为，沪宁城际铁路的开通，将增强上海和南京等长三角城市群之间的联系，带动区域的经济、文化发展，提升区域的竞争力和影响力。其中，俞正声认为，沪宁城际铁路与京沪高速铁路、宁杭城际铁路以及沪杭客运专线等一起，构成长三角地区1小时交通圈和城际铁路网络；刘志军表示，沪宁城际铁路“创造了铁路建设史上的奇迹”；梁保华则认为，沪宁城际铁路将极大地促进江苏的发展及沪苏两地之间的联系。